# Tramway du Mont-Blanc
Il Tramway du Mont-Blanc (TMB), letteralmente "tranvia del Monte Bianco", è una ferrovia a cremagliera a scartamento metrico che collega la stazione di Saint-Gervais-les-Bains-Le Fayet (altitudine 580 m) al ghiacciaio di Bionnassay (altitudine 2.372 m) in Alta Savoia (Francia): è la linea ferroviaria che raggiunge la maggior altezza in Francia ed è gestita dalla Compagnie du Mont-Blanc, la quale si occupa di numerose installazioni di risalita meccanica nel massiccio del Monte Bianco come la ferrovia Chamonix-Montenvers.

## Storia

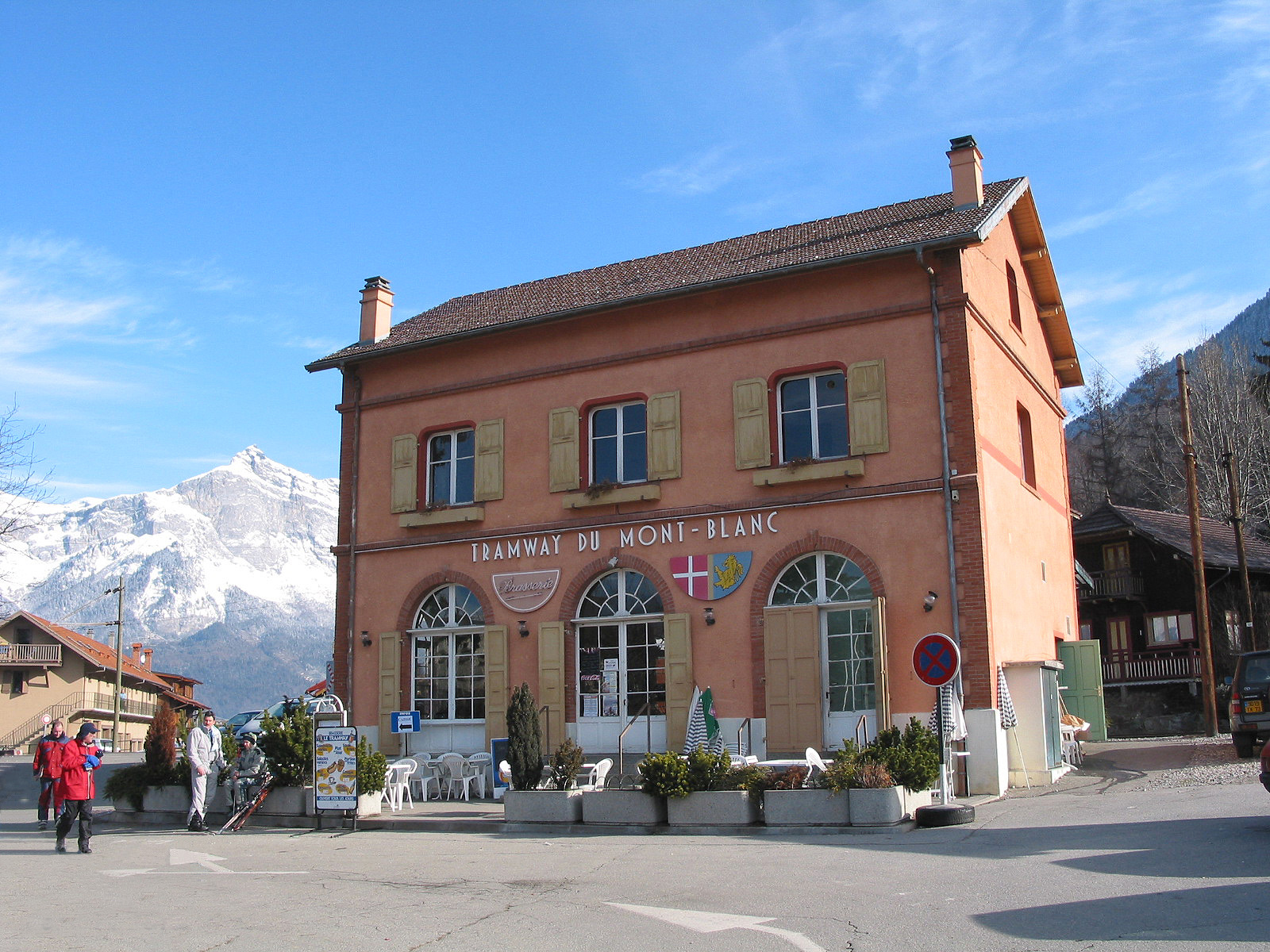
la stazione ferroviaria del Tramway du Mont Blanc a Saint Gervais

Il progetto originale prevedeva di condurre i turisti sulla vetta del Monte Bianco ma i lavori vennero interrotti a causa della prima guerra mondiale. In realtà i lavori oltre il termine attuale, il Nid d'Aigle, sarebbero stati eccessivamente difficili se non di impossibile realizzazione. I lavori sono ripresi recentemente per modificare il punto terminale della ferrovia, per farla arrivare al pianoro. Un ristorante-rifugio è stato inaugurato nel luglio 2006, all'altezza di 2412 metri sul livello del mare, per rimpiazzare quello antico, che era affiancato al termine attuale, distrutto da un incendio anni addietro.

### Cronologia

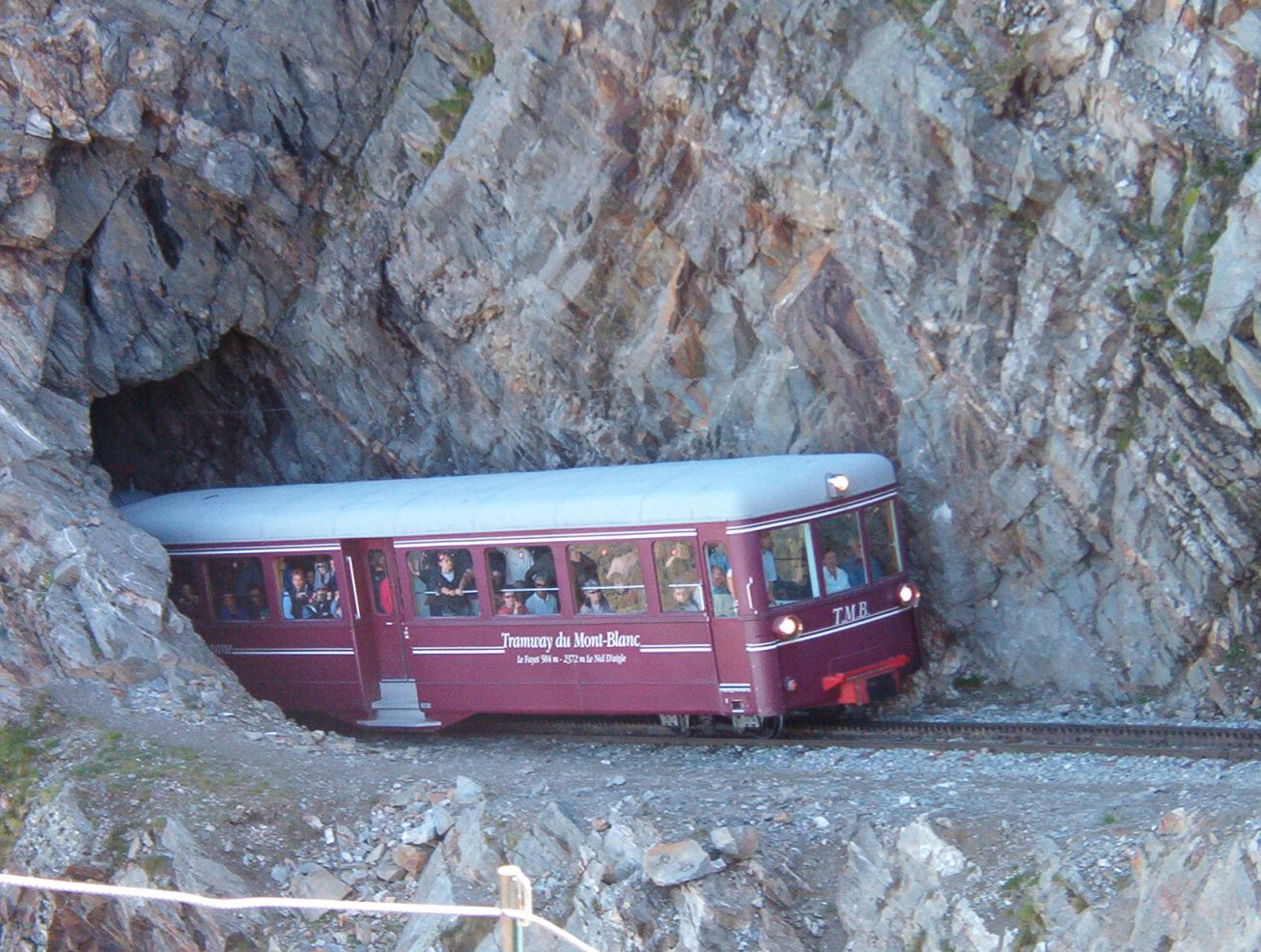
Arrivo alla stazione Nid d'Aigle.

- 3 agosto 1904: viene accordata la concessione alla società Tramway du Mont-Blanc per la realizzazione di una ferrovia elettrica a cremagliera tra la stazione di Le Fayet e l'Aiguille du Goûter (3.817 m)
- 4 aprile 1908: approvazione definitiva del progetto esecutivo della linea
- 25 luglio 1909: inaugurazione del primo tratto fino al Col de Voza (1.653 m)
- 1911: secondo tratto fino a Bellevue
- agosto 1914: termine dei lavori fino al Nid d'Aigle (2.372 m) sul bordo del ghiacciaio di Bionnassay. I lavori vengono interrotti a causa della guerra e non verranno mai più ripresi
- 1923: la linea funziona durante l'inverno fino a Bellevue
- 1956: le locomotive a vapore sono sostituite da locomotive elettriche.

## Percorso
|  | Continuation backward |

| Urban head station | Station on track |

| Urban straight track | Unknown route-map component "CONTl+g" |

| Urban station on track |

| Urban stop on track |

| Urban stop on track |

| Urban station on track |

| Urban station on track |

| Urban stop on track |

| Urban End station |

## Turismo
Durante l'inverno una parte della linea è aperta per permettere agli sciatori l'accesso alle piste di Les Houches.
Durante l'estate tutta la linea è aperta per permettere agli alpinisti un accesso più facile ai rifugi: Tête Rousse e Goûter. Il Nid d'Aigle, stazione terminale del Tramway du Mont Blanc, è considerato come il punto di partenza della Via Reale di salita al Monte Bianco.

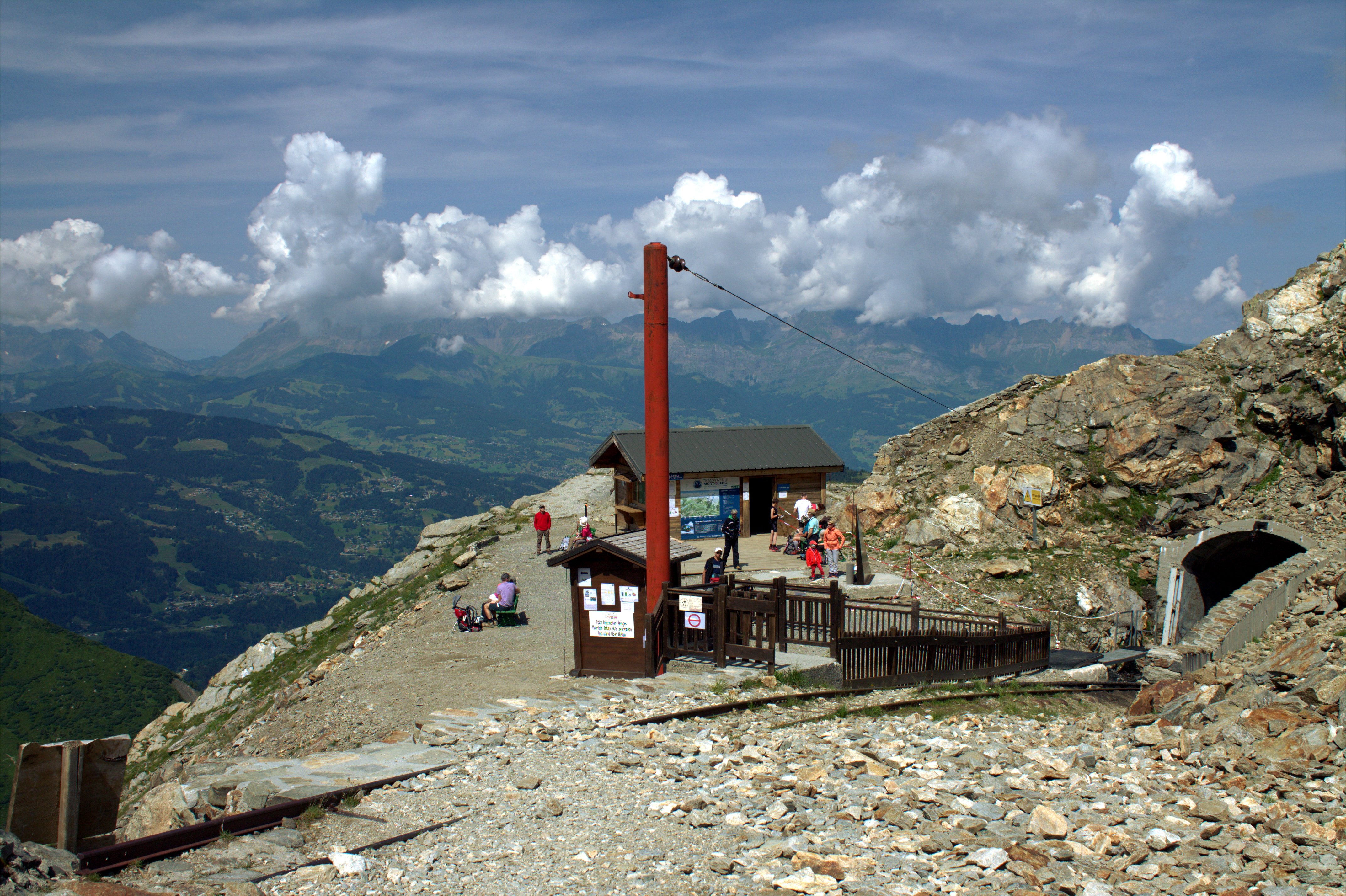
La stazione di Nid d'Aigle, termine del Tramway du Mont-Blanc.